# 在パペーテ日本国名誉総領事館
もしかして
- 在パペーテ日本国名誉領事館

ではありませんか？